# Enríquez de Valderrábano
Enríquez de Valderrábano (c.1500 – c.1557) fue un vihuelista y compositor español del siglo XVI. 
No se conoce con certeza el lugar de su nacimiento. Algunos indicios parecen indicar que fue en Peñaranda de Duero o bien en Valderrábano, en la provincia de Palencia. Del primer municipio se sabe que fue al menos vecino.

## Silva de Sirenas

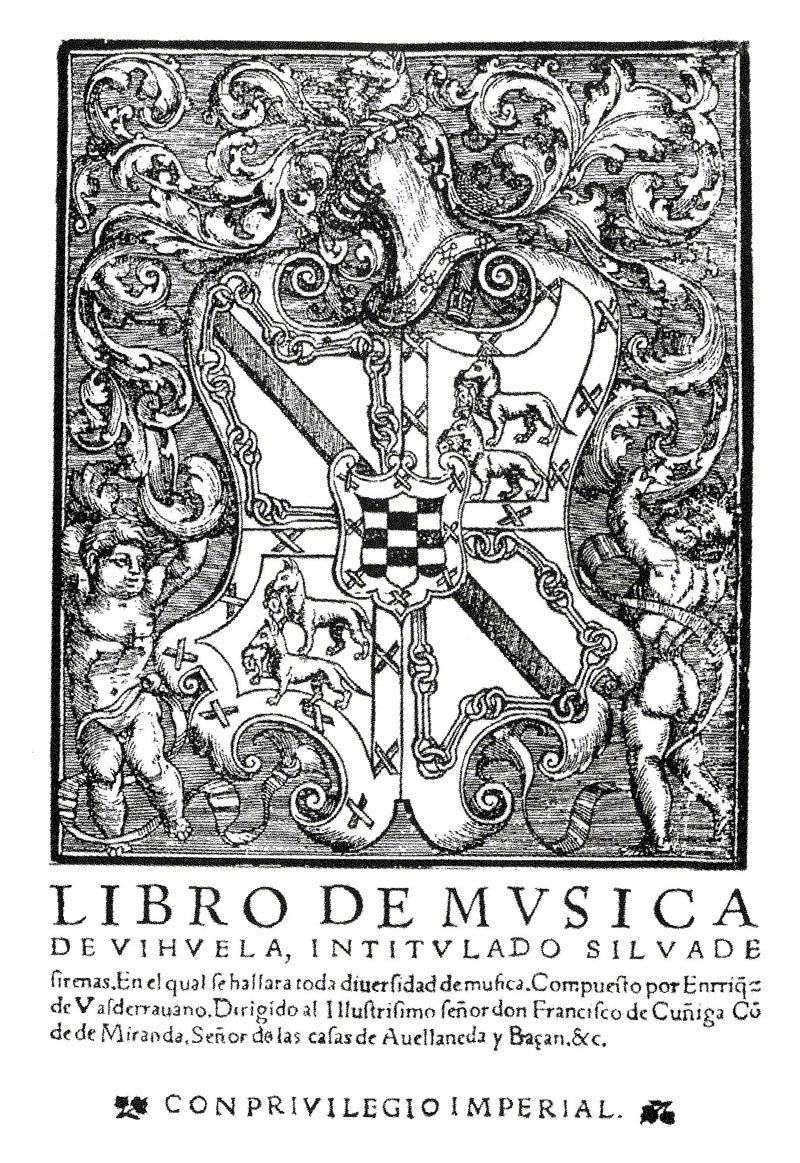
Portada de Silva de Sirenas.

En 1547 publicó el Libro de música de vihuela intitulado Silva de Sirenas, conocido simplemente como Silva de Sirenas, en el cual trabajó durante doce años. 
La obra está dividida en siete libros, con un total de 171 piezas. En los títulos de las composiciones utiliza una gran cantidad de denominaciones y géneros: fugas, contrapuntos, fantasías, diferencias, sonetos, bajas, pavanas, vacas, discantes, canciones, proverbios, romances y villancicos. Algunas composiciones son para vihuela sola y otras para vihuela y canto. Como era habitual entre los vihuelistas de su generación, muchas de las obras que compuso son transcripciones o arreglos para vihuela o vihuela y canto solista de obras de polifonía vocal de otros compositores como: Josquin Des Pres, Nicolas Gombert, Francesco de Layolle, Philippe Verdelot, Lupus, Jorge Báez de Sepúlveda, Loyset Compère, Jacquet of Mantua, Cristóbal de Morales, Loyset Piéton, Adrian Willaert, Vincenzo Ruffo, Diego Ortiz, Juan Vásquez, Mateo Flecha el viejo, Francesco da Milano, Jean Mouton, Jacques Arcadelt, Claudin de Sermisy, Pierre Moulu y Noel Baulduin. Todo ello indica que era un hombre culto y que tenía un gran conocimiento de la música vocal europea de su tiempo. Además se movía en círculos que le facilitaron el acceso a una música por entonces poco difundida ya que para ello era preciso disponer de una rica biblioteca de manuscritos musicales.